# Nil Recurring
Nil Recurring est un EP du groupe de rock progressif britannique Porcupine Tree, sorti le 17 septembre 2007. L’album est composé de chansons écrite durant la session d’enregistrement de l’album Fear of a Blank Planet ayant pas fini sur l’album.
Le guitariste Robert Fripp du group King Crimson apparaît sur le titre Nil Recurring.

## Liste des titres
| No | Titre                  | Durée |
| -- | ---------------------- | ----- |
| 1. | Nil Recuring           | 6:14  |
| 2. | Normal                 | 7:08  |
| 3. | Cheating the Polygraph | 7:10  |
| 4. | What Happens Now?      | 8:23  |